# Plèiades (astronomia)
|  | Per a altres significats, vegeu «Set Germanes». |

Les Plèiades (també conegudes com a Messier 45, M45, les Set Germanes, o Subaru (al Japó)) és un cúmul obert en la constel·lació de Taure. És un dels cúmuls estel·lars més propers, probablement el més conegut, i és sens dubte el més evident a ull nu. De vegades se l'ha denominat Nebulosa Maia, tal vegada erròniament, considerant que la nebulositat de reflexió que envolta l'estrella Maia és intrínseca (vegeu més avall). En català, popularment rep el nom de Cabres o Cabrelles.
El cúmul està dominat per estrelles blaves calentes, que s'han format en els últims 100 milions d'anys. Al principi es va pensar que la pols que forma una feble nebulosa de reflexió al voltant de les estrelles més brillants eren romanents de la formació del cúmul, però ara se sap que es tracta d'un núvol de pols que no guarda cap relació i que les estrelles actualment estan passant a través del núvol. Els astrònoms estimen que el cúmul sobreviurà durant uns altres 250 milions d'anys, per després dispersar-se a causa de la interacció gravitacional amb el seu veïnatge galàctic.
La taula següent dona detalls de les estrelles més brillants del cúmul: 
| Nom      | Designació      | Magnitud aparent | Tipus espectral |
| -------- | --------------- | ---------------- | --------------- |
| Alcíone  | Eta (25) Tauri  | 2.86             | B7IIIe          |
| Atles    | 27 Tauri        | 3.62             | B8III           |
| Electra  | 17 Tauri        | 3.70             | B6IIIe          |
| Maia     | 20 Tauri        | 3.86             | B7III           |
| Mèrope   | 23 Tauri        | 4.17             | B6IVev          |
| Taígete  | 19 Tauri        | 4.29             | B6V             |
| Plèione  | 28 (BU) Tauri   | 5.09 (var.)      | B8IVep          |
| Celeno   | 16 Tauri        | 5.44             | B7IV            |
| Astèrope | 21 and 22 Tauri | 5.64;6.41        | B8Ve/B9V        |
| —        | 18 Tauri        | 5.65             | B8V             |

## Història de l'observació
Les Plèiades es veuen clarament a l'hivern en l'hemisferi nord i a l'estiu en l'hemisferi sud. S'han conegut des de l'antiguitat per a totes les cultures del món, hi ha referències de la cultura maori i aborígens australians, els xinesos, els maies (que l'anomenaven Tzab-ek), els asteques, els sioux d'Amèrica del Nord. Alguns astrònoms grecs les consideraren una constel·lació diferent, i ja són esmentats per Hesíode i Homer que en fa referència a La Ilíada i l'Odissea. També s'esmenta tres vegades en la Bíblia (Job 9:9, 38:31; Amos 5:8). Les Plèiades són particularment venerades en la mitologia hindú (conegudes amb el nom de Krittika) com les sis mares del déu de la guerra Skanda, que van desenvolupar sis cares, una per a cadascuna d'elles. Alguns estudiosos de l'islam van suggerir que les Plèiades (A-thuraiya) eren l'estrella en Najm esmentada a l'Alcorà.

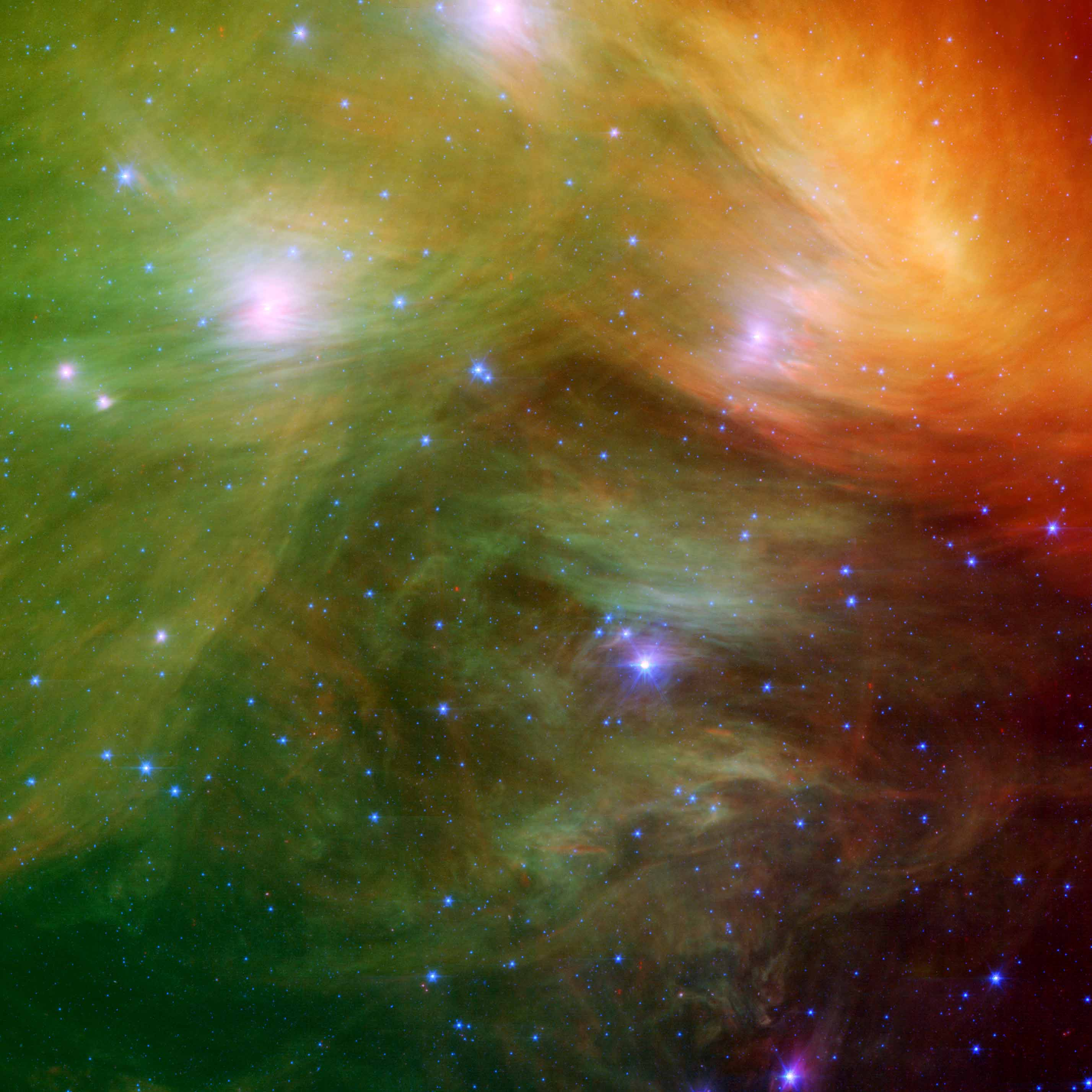
Una imatge de les plèiades del telescopi espacial Spitzer en llum infraroja mostrant la pols associada. Crèdit: NASA/JPL-Caltech

Les Plèiades són un referent de la literatura universal, si bé el seu origen s'ha de cercar en el grec clàssic, així Eratòstenes imitant a Homer i Hesíode parla de Πλειάς; mentre Àratos les anomena, en el seu dialecte àtic, Πληϊάδης, i les col·loca vora el genoll de Perseu seguint Èudox. Amb això coincideix Hiparc de Nicea qui les hi donà els noms de Πλειάς i Πλειάδες, en canvi Ptolemeu usa el mot en singular fent referència a quatre de les estrelles, que no separa de Taurus.
Fa temps que se sap que es tracta d'un grup físicament relacionat i no pas de cap tipus d'alineament. El Reverend John Michell calculà en 1767 que la probabilitat d'una alineació casual de tantes estrelles brillants era només d'un de cada 500.000, d'aquesta manera va inferir correctament que les Plèiades i molts altres grups d'estrelles ha de ser físicament relacionades. Quan es van fer els primers estudis sobre el moviment propi de les estrelles, es va trobar que totes es movien en la mateixa direcció a través del cel, en la mateixa proporció, la qual cosa demostrava que havien d'estar relacionades.
Charles Messier mesurà la posició del cúmul i el va incloure com M45 en el seu catàleg d'objectes semblants a cometes, publicat en 1771. Juntament amb la Nebulosa d'Orió i el cúmul del pessebre, Messier va incloure les Plèiades, tot i que la majoria dels objectes de Messier són molt més feble i més fàcil de confondre amb els cometes. Una possibilitat és que Messier simplement volia tenir un catàleg més ampli que el seu rival científic Lacaille, qui publicà un catàleg el 1755 on figuraven 42 objectes, i per això va afegir alguns objectes brillants i ben coneguts per augmentar la seva llista.

## Distància

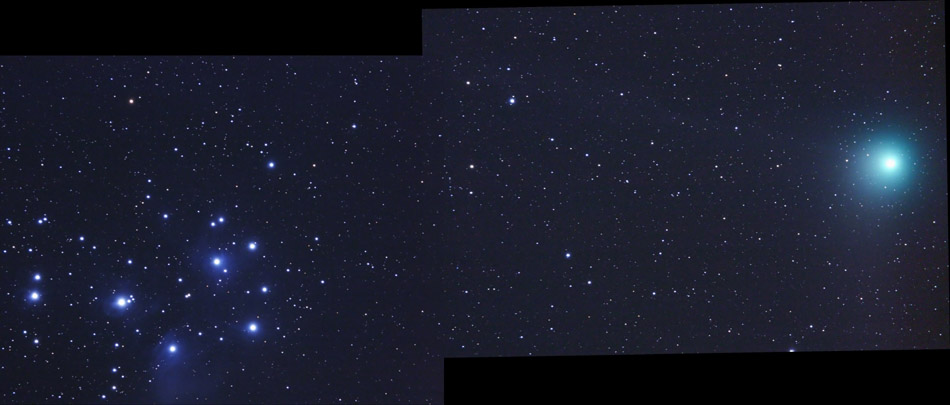
El Cometa Machholz passa prop de les Plèiades al 2005

La distància a les Plèiades és un primer esglaó en l'anomenada escala de distàncies còsmiques, una seqüència de les escales de distància per a tot l'univers. La grandària d'aquest primer esglaó calibra tota l'escala. Com el grup està tan prop de la Terra, la distància és relativament fàcil de mesurar. El coneixement exacte de la distància permet als astrònoms traçar un diagrama de Hertzsprung-Russell per al cúmul, que alhora servirà per estimar la distància a què es troben altres cúmuls. Altres mètodes poden llavors estendre l'escala de distància dels cúmuls a les galàxies i a grups de galàxies, i es pot construirt una escala de distància còsmica. En última instància, el coneixement que tenen actualment els astrònoms sobre l'edat i l'evolució de l'univers està influenciat pel coneixement que tenim de la distància a les Plèiades.
Abans del llançament del satèl·lit Hipparcos es creia que la distància de les plèiades a la Terra era d'uns 135 parsec. Hipparcos va causar consternació entre els astrònoms al trobar que es trobava a una distància de tan sols 118 parsecs mitjançant el mesurament de la paral·laxi de les estrelles del cúmul-una tècnica que hauria d'haver produït els resultats més directes i acurats. Treballs posteriors van trobar que el mesurament de la distància d'Hipparcos a les Plèiades era erroni. Encara que no se sap perquè es va produir l'error. Actualment es pensa que la distància a les Plèiades és major de 135 parsecs, cap als 440 anys llum.
Els membres visibles de les Plèiades són estels lluminosos blaus o blancs. El cúmul conté cents d'altres estels massa tènues per a ser visibles a ull nu. Les Plèiades són un cúmul jove, amb una edat estimada de 100 milions d'anys, i una vida estimada de només 250 milions d'anys més, degut a la seva baixa densitat.

## Composició
El radi del nucli del cúmul és al voltant de 8 anys llum i el radi de marea al voltant de 43 anys llum. El cúmul conté sobre 1.000 membres estadísticament confirmats, tot i que aquesta xifra exclou les estrelles binàries no resoltes. Està dominat per fins a 14 estrelles blaves joves i calentes visibles a ull nu. La composició de les estrelles més brillants és semblant a Ossa Major i Ossa Menor. La massa total del cúmul s'estima en 800 masses solars.
El cúmul conté moltes nanes marrons, objectes amb una massa un 8% menor a la del Sol, i no prou pesants per a iniciar en el seu nucli la fusió nuclear necessària per a convertir-les en autèntiques estrelles. Aquests objectes poden constituir el 25% del total de la població del cúmul, encara que hi contribueixin només amb el 2% de la massa total. Els astrònoms han fet grans esforços en trobar i analitzar les nanes marrons de les Plèiades i altres cúmul joves, ja que són encara relativament brillants i observables, mentre que les nanes marrons de cúmuls més vells són molt més difícils d'observar i estudiar.
S'han trobat algunes nanes blanques en el cúmul. En tractar-se d'un cúmul jove no és habitual trobar nanes blanques, ja que les estrelles necessiten milions d'anys per evolucionar fins a la fase de nana blanca; és per això que es creu que aquestes estrelles no han evolucionat d'estrelles de massa baixa o intermèdia, sinó d'estrelles de massa elevada de sistemes binaris. La transferència de massa d'estrelles de massa elevada o les seves companyes durant la seva ràpida evolució podria resultar en una via més ràpida per a la formació d'una nana blanca. Encara que els detalls d'aquesta suposada transferència des d'un pou de gravetat profunda o un de menor no ha estat explicat.

## Edat i evolució
L'edat d'un cúmul es pot estimar comparant el diagrama de Hertzsprung-Russell del cúmul amb models teòrics d'evolució estel·lar, i usant aquesta tècnica, l'edat de les Plèiades estaria entre els 75 i el 150 milions d'anys. L'amplitud de l'estimació de l'edat del cúmul és deguda a incerteses dels models d'evolució estel·lar. En particular, els models inclouen un fenomen conegut com a excés convectiu (convective overshoot en anglès), pel qual una zona convectiva dins d'una estrella penetra en una zona no convectiva, resultant en un aparent augment de l'edat.
Una altra manera d'estimar l'edat del cúmul és observant els objectes de menor massa. A les estrelles de la seqüència principal, el liti es destrueix ràpidament en reaccions de fusió nuclear, però les nanes marrons poden retenir el seu liti. Com que la temperatura d'ignició del liti és molt baixa, 2,5 milions de kèlvins, les nanes marrons de major massa el cremaran a poc a poc, i per tant, determinant les nanes marrons de massa elevada del cúmul que continguin liti ens pot donar una idea de l'edat del cúmul. Aplicant aquesta tècnica l'edat de les Plèiades seria d'uns 115 milions d'anys.
El moviment relatiu del cúmul el portarà en el futur a passar per sota del peu de l'actual constel·lació d'Orió, vist des de la Terra. També, com molt altres cúmuls oberts, les Plèiades no estaran juntes gravitacionalment sempre, ja que alguns components seran expulsats per encontres i altres seran desmantellats per camps de marea gravitacionals. Els càlculs suggereixen que el cúmul trigarà uns 250 milions d'anys a dispersar-se, amb interaccions gravitacionals com núvols moleculars gegants i els braços espirals de la galàxia també accelerant la seva desaparició.

## Nebulositat de reflexió

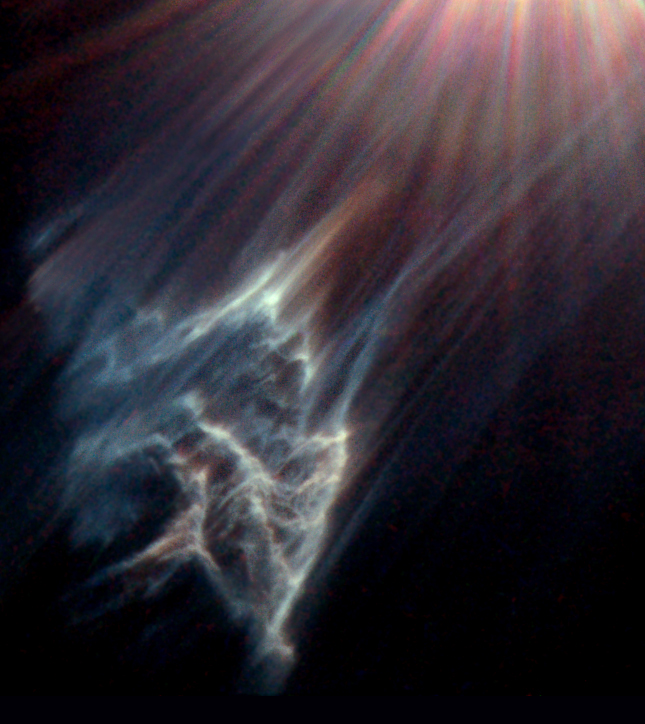
Imatge del telescopi espacial Hubble de la nebulositat de reflexió prop de Mèrope

Sota condicions d'observació ideals, algunes traces de nebulositat es poden veure al voltant del cúmul, i això es veu més clarament en fotografies de llarga exposició. És una nebulosa de reflexió causada per la llum blava de les estrelles joves i calentes reflectida per la pols.
Antigament es creia que la pols era el romanent de la formació del cúmul, actualment es pensa que amb 100 milions d'anys, la major part de la pols originària s'hauria dispersat per la pressió de radiació. Per això, sembla que el cúmul està travessant una regió particularment polsosa del medi interestel·lar.
Els estudis mostren que la pols responsable de la nebulositat no està distribuïda uniformement, sinó que es concentra principalment en dues capes al llarg de la línia de visió del cúmul. Aquestes capes poden haver-se format per la desacceleració deguda a la pressió de radiació mentre la pols s'acosta a les estrelles.

## Observació

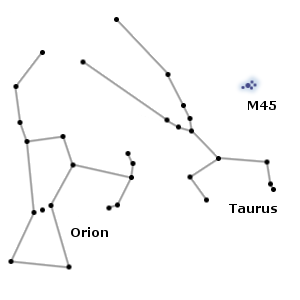
Mapa esquemàtic del cel amb la posició d'M45

Gràcies a la magnitud de les estrelles que les componen, el cúmul és visible a ull nu. Està situat en la constel·lació de Taure proper a l'eix format per les estrelles Sírius (Ca Major) - Cinturó d'Orió (Orió) - Aldebaran (Taure).
Es poden distingir cinc estrelles molt ràpidament a cop d'ull, un cop l'ull s'ha acostumat, és fàcil poder observar fins a 11 estrelles en bones condicions.
Amb binoculars o un telescopi el cúmul es mostrarà més ric. La nebulosa només es podrà veure en fotografia.

## Etimologia
Les nou estrelles més brillants de les Plèiades tenen el nom de les set germanes de la mitologia grega:
1. Astèrope
2. Mèrope
3. Electra
4. Maia
5. Taígete
6. Celeno
7. Alcíone

Juntament amb els pares:
1. Atles
2. Plèione

Les germanes de les Plèiades eren les Híades, filles d'Atles.
El nom en català del cúmul és d'origen grec, encara que l'etimologia és incerta. Tradicionalment, ha significat "filles de Plèione," tot i que el nom podria ser anterior al mite de les set germanes. S'han suggerit derivacions :de πλεîν plein, navegar, llavors les Plèiades serien "les navegadores"; també s'ha suggerit de pleos, ple o molt o també de peleiades, bandada de coloms, de fet, segons la llegenda, les Plèiades van ser convertides en colomes per fugir d'Orió, el caçador, que se n'havia enamorat, abans que Zeus les transformàs en estels.
La seva preponderància en el cel nocturn ha garantit a les Plèiades un lloc especial a moltes cultures, antigues i modernes:
- Pels maoris de Nova Zelanda, les Plèiades s'anomenen Mataariki i la seva sortida heliacal significa el començament de l'Any Nou (al voltant de Juny).

- Els aborígens australians creien que eren una dona que gairebé havia estat violada per Kidili, l'home a la Lluna. Alternativament, hi havia set germanes anomenades Makara.

- Es diu que els indis americans mesuraven l'agudesa visual pel nombre d'estels que l'observador podia observar a les Plèiades. Fins i tot a Europa, especialment a Grècia, les Plèiades eren un test de visió.